# Expedição Siciliana

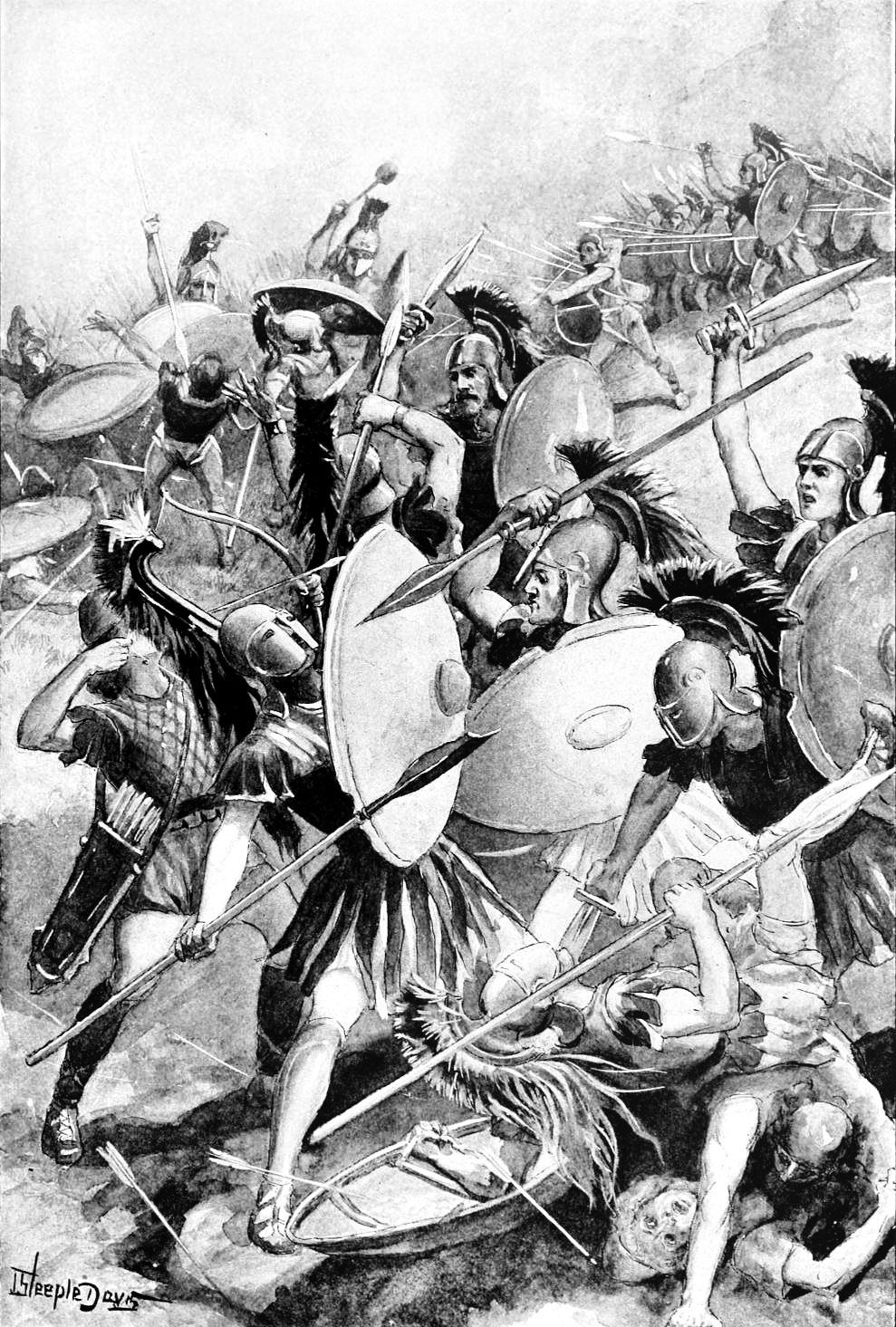
Destruição do exército ateniense em Siracusa, conforme representação artística de 1900

Expedição Siciliana foi uma expedição militar ateniense à ilha da Sicília, que ocorreu entre 415–413 a.C. durante a Guerra do Peloponeso entre Atenas de um lado e Esparta, Siracusa e Corinto do outro. A expedição terminou numa derrota devastadora para as forças atenienses, o que teve um forte impacto na cidade.
A expedição foi prejudicada desde o início pela incerteza em seu propósito e estrutura de comando - as manobras políticas em Atenas transformaram uma força leve de vinte navios em uma armada enorme, e o principal proponente da expedição, Alcibíades, foi chamado de volta do comando para ser julgado antes da frota sequer ter chego à Sicília. Ainda assim, os atenienses alcançaram sucessos iniciais. Siracusa, a cidade-estado mais poderosa da Sicília, respondeu excepcionalmente lentamente à ameaça ateniense e, como resultado, foi quase completamente cercada antes da chegada do reforço do general espartano Gilipo, que incentivou os seus habitantes a agir. Desse ponto em diante, porém, à medida que os atenienses cediam a iniciativa aos seus oponentes recém-energizados, a maré do conflito mudou. Uma enorme armada de reforço deu brevemente aos atenienses a vantagem mais uma vez, mas um desastroso ataque fracassado a um ponto estratégico e várias derrotas navais paralisantes prejudicaram a capacidade dos soldados atenienses de continuar lutando e manter o moral. Os atenienses tentaram uma evacuação de última hora de Siracusa. A evacuação falhou e quase toda a expedição foi capturada ou destruída na Sicília.
Os efeitos da derrota foram imensos. Duzentos navios e milhares de soldados, uma parcela apreciável da mão-de-obra total de Atenas, foram perdidos de uma só vez. Os inimigos da cidade no continente e na Pérsia foram encorajados a agir e rebeliões eclodiram no mar Egeu. Alguns historiadores consideram que a derrota foi o ponto de viragem na guerra, embora Atenas tenha continuado a lutar por mais uma década. Tucídides observou que os gregos contemporâneos ficaram chocados não com o faco de Atenas ter caído após a derrota, mas sim com o fato de ter lutado durante tanto tempo, mesmo com perdas tão devastadoras. Atenas conseguiu se recuperar materialmente muito bem da expedição, sendo o principal problema a perda de mão de obra e não a perda de navios.

## Contexto

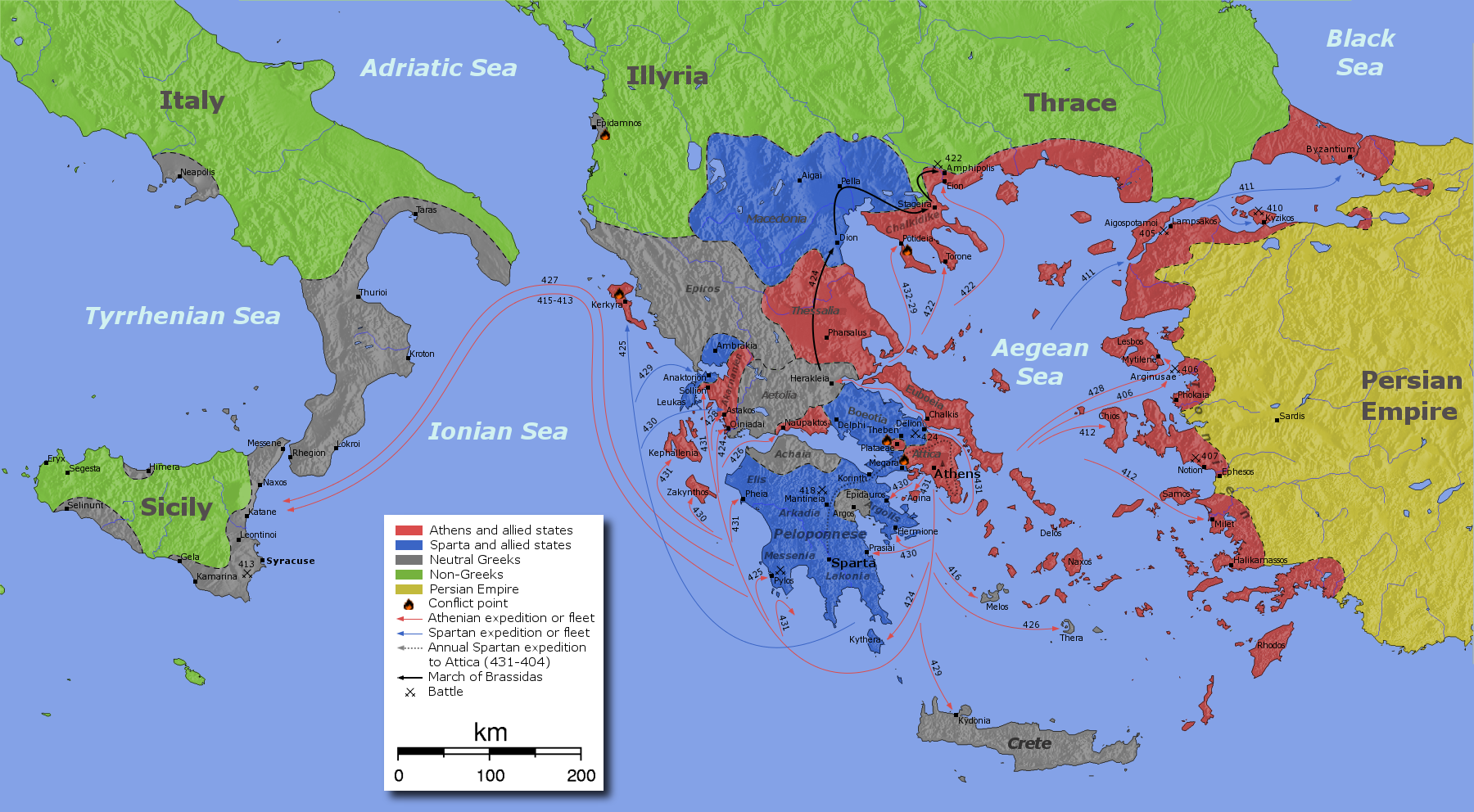
Sicília e a Guerra do Peloponeso

### Atenas e Sicília
Embora Atenas nunca tenha se envolvido profundamente nos assuntos sicilianos, ela já tinha laços com a ilha antes do início da Guerra do Peloponeso que remontam pelo menos a meados do século V a.C.. Para as pequenas cidades sicilianas, Atenas era um potencial aliado contra a poderosa cidade de Siracusa, que era forte o suficiente para dominar toda a ilha se quisesse. Siracusa, assim como Esparta e seus aliados do Peloponeso, era uma cidade dórica, enquanto a maioria dos aliados de Atenas na ilha eram jônicos. Outra fonte de conflito era a estreita relação de Siracusa e outras cidades dóricas do oeste com a grande rival comercial de Atenas, a cidade de Corinto. Para os atenienses, a Sicília era uma ameaça – uma Siracusa desimpedida poderia enviar grãos ou outro tipo de ajuda aos peloponesos – bem como um local para possíveis conquistas.
Atenas enviou 20 navios sob o comando de Laques em 427 a.C. em resposta a um apelo de ajuda de Lentini. Esta expedição, que operava a partir de uma base em Régio, permaneceu na região durante vários anos, lutando ao lado dos aliados locais de Atenas contra os siracusanos e seus aliados, sem obter quaisquer sucessos relevantes. No ano 425 a.C., os atenienses planejaram reforçar seu contingente com quarenta trirremes adicionais, mas essa frota nunca chegou à Sicília, pois foi apanhada na crucial Batalha de Pilos durante seu caminho para lá. Quando a frota chegou à Sicília, no final do verão, os aliados sicilianos de Atenas estavam cansados da guerra estagnada e concordaram em negociar com Siracusa e seus aliados. No Congresso de Gela, as cidades sicilianas concordaram com a paz com base da máxima "Sicília para os sicilianos" e a frota ateniense voltou para casa.

### Estado da Guerra
Em 415 a.C., Atenas e Esparta estavam formalmente em paz desde 421 a.C., quando a Paz de Nícias encerrou a Guerra da Arquidâmia. Os termos dessa paz, porém, nunca foram cumpridos; Esparta nunca rendeu Anfípolis a Atenas, conforme exigido pelo tratado e em troca os atenienses mantiveram Pilos. As tropas atenienses e espartanas lutaram na Batalha de Mantinea em 418 a.C., com Atenas apoiando Argos, Mantinea e outras cidades do Peloponeso numa tentativa de estabelecer uma aliança antiespartana estável no Peloponeso. Essa tentativa, em grande parte orquestrada pelo nobre ateniense Alcibíades, teria destruído o controle de Esparta sobre a Liga do Peloponeso se tivesse tido sucesso. Alcibíades se recuperou politicamente dessa derrota e foi eleito general na primavera de 417 a.C.. O controle da política externa ateniense permaneceu dividido entre um "partido da paz" (ou partido pró-espartano) liderado por Nícias e um "partido de guerra" liderado por Alcibíades.

## Envio da expedição

### Apelo de Segesta
A paz estabelecida na Sicília no Congresso de Gela não durou muito. Pouco depois do Congresso, Siracusa interveio num episódio de conflitos civis entre os partidos democráticos e oligárquicos em Lentini, apoiando os oligarcas. Em pouco tempo, a perspectiva de dominação estrangeira uniu os lentinianos e os dois partidos uniram-se na guerra contra Siracusa. Atenas enviou um emissário à Sicília em 422 a.C. para sondar a possibilidade de renovar a guerra contra Siracusa, mas não conseguiu nada. No entanto, em 416 a.C, um segundo conflito siciliano proporcionou o convite que Atenas procurava e que foi recebido em 422 a.C.. A cidade de Segesta — aliada ateniense na década de 420 a.C. — entrou em guerra contra Selinunte e, após perder uma batalha inicial, enviou ajuda a Atenas. Para ganhar o apoio dos atenienses, os segesteus alegaram que eram capazes de financiar grande parte do custo do envio de uma frota, oferecendo antecipadamente 60 talentos de prata não cunhada e enganando os embaixadores atenienses, fazendo-os acreditar que a cidade era mais próspera do que era, certificando-se de que os embaixadores vissem todos os seus objetos de ouro e outros objetos valiosos como se fossem apenas parte da riqueza que possuíam.

### O debate
Em Atenas, os embaixadores de Segesta apresentaram o pedido de intervenção à assembleia, onde o debate sobre a proposta rapidamente se dividiu entre as linhas faccionais tradicionais. A assembleia acabou por aprovar uma expedição composta por 60 trirremes, sem o acompanhamento de hoplitas, comandada por Nícias, Alcibíades e Lâmaco. Tucídides relata que Nícias foi nomeado contra sua preferência, mas não oferece mais detalhes sobre esse debate.
Cinco dias depois desse primeiro debate, foi realizada uma segunda assembleia para acertar a logística da expedição onde Nícias defendeu a anulação da decisão anterior que permitiu o envio de uma expedição. Ao longo de vários discursos, ele apresentou vários argumentos diferentes contra a expedição. Ele lembrou aos atenienses que eles deixariam inimigos poderosos para trás se enviassem uma força para a Sicília e alertou que abririam hostilidades com inimigos muito difíceis e numerosos para conquistar e governar. Nícias também atacou a credibilidade de Alcibíades, alegando que ele e os seus aliados eram jovens inexperientes e egocêntricos, ansiosos por levar Atenas à guerra por fins pessoais.
Em resposta, Alcibíades rejeitou o ataque, apontando para o bem que tinha feito a Atenas como cidadão e líder público. Ele também refutou as advertências de Nícias sobre o plano da expedição, lembrando aos atenienses de sua obrigação para com seus aliados sicilianos, apelando ao espírito empreendedor que conquistou o império de Atenas e apontando que muitos estados na Sicília apoiariam Atenas em suas operações na ilha.
A assembleia estava claramente inclinada para o lado de Alcibíades, por isso Nícias, julgando improvável que cancelassem a expedição se argumentasse diretamente contra ela, escolheu uma tática diferente. Ele descreveu a riqueza e o poder das cidades sicilianas que Atenas seria um desafio e afirmou que seria necessária uma expedição maior do que a aprovada anteriormente, esperando que a perspectiva de aprovar uma despesa tão grande se revelasse pouco atraente para os cidadãos. Contrariamente ao plano de Nícias, a assembleia abraçou entusiasticamente a sua proposta e aprovou uma moção permitindo aos generais organizar uma força de mais de 100 navios e 5 mil hoplitas. A estratégia de Nícias falhou terrivelmente. A sua interpretação errada da assembleia alterou a situação estratégica; enquanto a perda de 60 navios teria sido dolorosa, mas suportável, a perda da força maior seria catastrófica. “Sem a intervenção de Nícias”, escreveu Donald Kagan, “teria havido uma expedição ateniense contra a Sicília em 415 a.C., mas poderia não ter havido um desastre”.

### Três generais, três estratégias
Na primeira assembleia que autorizou a expedição, os atenienses nomearam Nícias, Alcibíades e Lâmaco como seus comandantes; essa decisão permaneceu inalterada na segunda assembleia. Alcibíades foi o principal proponente da expedição e o líder do partido da guerra, Nícias o seu principal crítico e líder do partido da paz. Lâmaco, por sua vez, era um soldado de carreira de 50 anos de idade, cujo retrato mais longo existente é uma série de cenas em Os Acarnianos, de Aristófanes, que o satirizam como um guerreiro fanfarrão e perpetuamente empobrecido. As razões para a escolha dos atenienses não foram registadas, mas a assembleia pode ter procurado equilibrar o jovem líder agressivo com uma figura mais velha e mais conservadora, com Lâmaco a acrescentar por conta de sua experiência militar.
Na prática, cada um dos três generais propôs uma estratégia diferente. Nícias propôs uma expedição estritamente circunscrita; ele achava que a frota deveria navegar para Selinunte e forçar um acordo com Segesta. Depois disso, ele propôs mostrar sua presença pela Sicília e depois voltar para casa, a menos que os segestanos estivessem dispostos a pagar o custo total da expedição ampliada. Alcibíades propôs primeiro tentar conquistar aliados na ilha através da diplomacia e depois atacar Selinunte e Siracusa. Lâmaco, entretanto, sugeriu aproveitar o elemento surpresa navegando diretamente para Siracusa e travando uma batalha fora da cidade. Ele sentiu que um ataque tão repentino pegaria os siracusanos desprevenidos e possivelmente induziria sua rápida rendição.

## Curso da Expedição

### Desembarque ateniense

A rota que a frota ateniense seguiu para a Sicília

A frota ateniense navegou primeiro para Córcira para se encontrar com seus aliados e os navios foram divididos em três grupos, uma para cada comandante. Três dos navios foram enviados à frente em busca de aliados na Sicília. A frota neste ponto consistia em 134 trirremes (100 das quais eram de Atenas), 5,1 mil hoplitas (dos quais 2,2 mil eram atenienses), 480 arqueiros, 700 fundeiros, 120 outras tropas ligeiras, e 30 de cavalaria, bem como 130 outros navios de abastecimento e todas as tripulações das trirremes e demais não combatentes.
A frota seguiu para Catânia, onde um navio ateniense chegou para informar Alcibíades que estava preso, não só pela destruição dos hermai, mas também por supostamente profanar os Mistérios de Elêusis. Alcibíades concordou em regressar no seu navio, mas quando pararam no sul da Itália em Túrios, ele fugiu e navegou para o Peloponeso, onde procurou refúgio em Esparta. Atenas proferiu uma sentença de morte in absentia, com sua culpa aparentemente comprovada. Em Esparta, Alcibíades deu aos membros da Liga do Peloponeso informações críticas sobre o Império Ateniense.
Na Sicília, a frota foi redividida em duas partes. O primeiro contingente, comandado por Nícias, navegou para Segesta e obrigou os segestanos a pagar os trinta talentos que tinham prometido aos atenienses pela sua assistência contra o seu rival Selinunte. O segundo contingente, comandado por Lâmaco, navegou e invadiu Hícara, uma pequena cidade aliada de Selinunte, e escravizou sua população. O exército ateniense marchou então pelo interior da Sicília, para impressionar e negociar com os sículos, e regressou a Catânia. Lá eles passaram o inverno e fizeram os preparativos para o próximo cerco a Siracusa. Quando campanha militar começou, os siracusanos avançaram contra os atenienses enquanto estes ainda estavam acampados em Catânia. Enquanto os siracusanos marchavam para Catânia, souberam que os atenienses haviam embarcado em seus navios e navegado para o Grande Porto de Siracusa. Os siracusanos rapidamente voltaram e se prepararam para a batalha.

### Primeira Batalha de Siracusa
O exército ateniense desembarcou ao sul de Siracusa e fortificou sua posição. Quando o exército siracusiano finalmente chegou, ambos os lados esperaram que o outro desse o primeiro passo. Por fim, os siracusanos retiraram-se e acamparam para passar a noite. Na manhã seguinte, os atenienses alinharam colunas de oito homens, com os argivos e os mantineus à direita e orestante dos aliados à esquerda e os próprios atenienses no centro. Os siracusanos foram mobilizados com colunas de dezesseis homens, a fim de compensar a vantagem dos atenienses em experiência. Eles também tinham 1,2 mil homens na cavalaria, superando em muito a cavalaria ateniense, embora o número total de homens fosse quase o mesmo. Os atenienses atacaram primeiro, acreditando serem o exército mais forte e experiente, e depois de alguma resistência inesperadamente forte, os argivos empurraram para trás a ala esquerda de Siracusa, fazendo com que o resto fugisse. A cavalaria de Siracusa evitou que os atenienses os perseguissem, evitando assim uma catástrofe para os siracusanos, que perderam cerca de 260 homens, enquanto os atenienses perderam cerca de 50 soldados. Os atenienses então navegaram de volta para Catânia para passar o inverno.

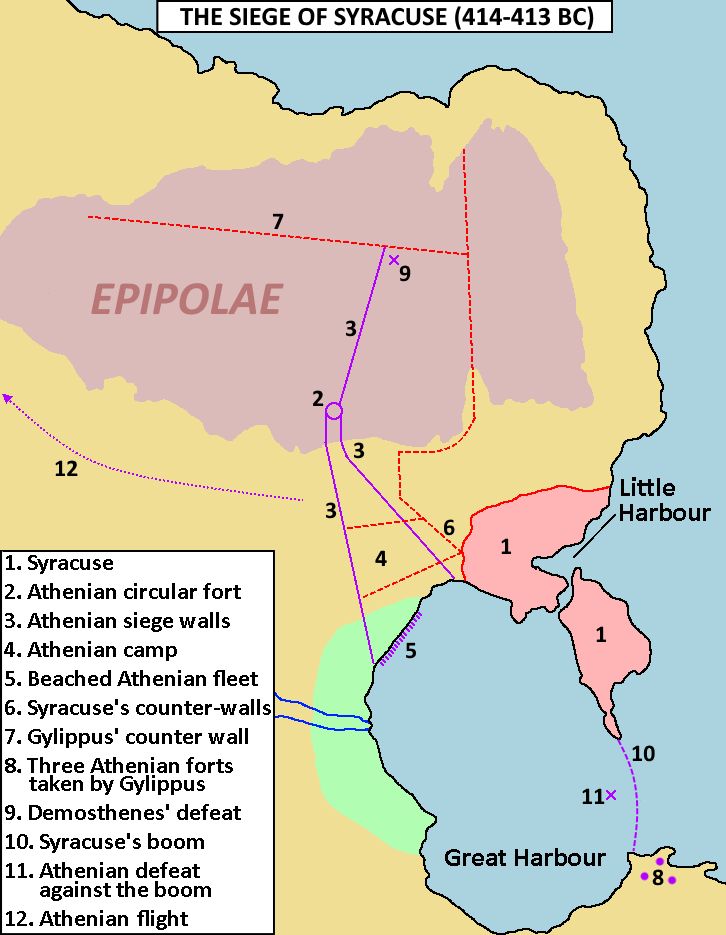
Mapa do cerco mostrando paredes e contra-paredes

### Segunda Batalha de Siracusa

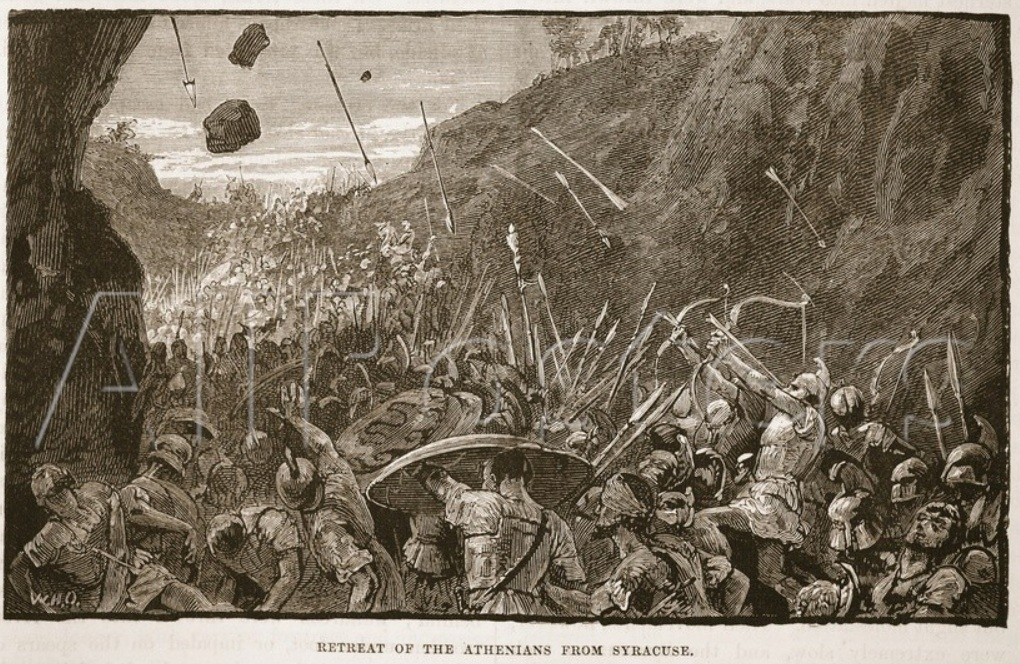
Retirada dos Atenienses de Siracusa

No momento em que os atenienses se preparavam para voltar para casa, em 28 de agosto, houve um eclipse lunar, e Nícias, descrito por Tucídides como um homem particularmente supersticioso, perguntou aos sacerdotes o que deveria fazer. Eles sugeriram que os atenienses esperassem mais 27 dias e Nícias concordou. Os siracusanos aproveitaram-se disto e 76 dos seus navios atacaram 86 navios atenienses no porto. Os atenienses foram derrotados e Eurimedon foi morto. Muitos dos navios foram empurrados para a costa, onde Gilipo esperava. Ele matou algumas tripulações e capturou 18 navios encalhados, mas uma força de atenienses e etruscos forçou Gilipo a recuar.

### Vitória final de Siracusa

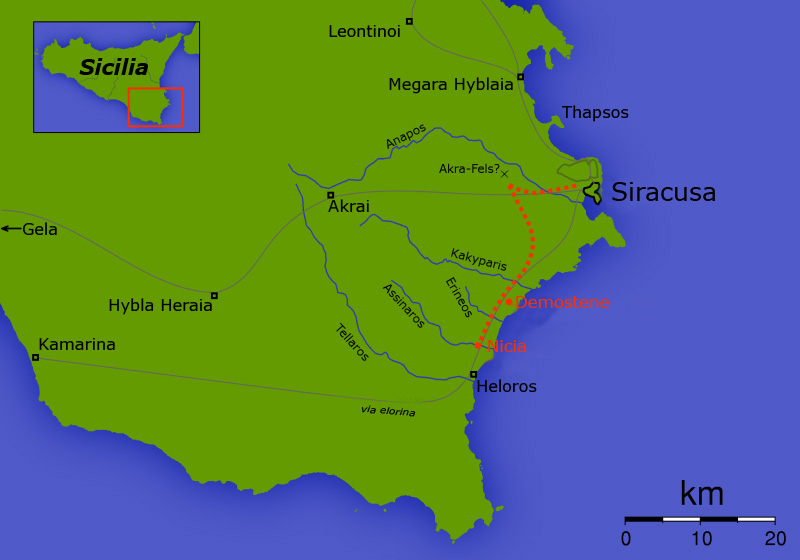
Mapa do retiro ateniense de Siracusa

Em 13 de setembro, os atenienses deixaram o acampamento deixando para trás os feridos e os mortos insepultos. Os sobreviventes, incluindo todos os não-combatentes, somavam 40 mil, e alguns dos feridos rastejaram atrás deles até onde puderam. Enquanto marchavam, eles derrotaram uma pequena força de Siracusa que guardava o rio Anapo, mas outra cavalaria e tropas leves de Siracusa os perseguiram continuamente. Perto do rio Erineu, Demóstenes e Nícias se separaram, e Demóstenes foi atacado pelos siracusanos e forçado a render seus 6 mil soldados. O resto dos siracusanos seguiram Nícias até o rio Assinaro, onde as tropas de Nícias ficaram desorganizadas na pressa para encontrar água potável. Muitos atenienses foram pisoteados até a morte e outros foram mortos enquanto lutavam com outros atenienses. Do outro lado do rio, uma força de Siracusa esperava e os atenienses foram quase completamente massacrados, de longe a pior derrota de toda a expedição em termos de vidas perdidas. Nícias rendeu-se pessoalmente a Gilipo, esperando que o espartano se lembrasse do seu papel no tratado de paz de 421 a.c.. Os poucos que escaparam encontraram refúgio em Catana.
Os prisioneiros, agora em número de apenas 7 mil, foram mantidos em pedreiras perto de Siracusa, consideradas a prisão mais segura para tal número de homens. Demóstenes e Nícias foram executados, contra as ordens de Gilipo. Os restantes passaram dez semanas em condições horríveis na sua prisão improvisada, até que todos, excepto os atenienses, os itálicos e os sicilianos, foram vendidos como escravos. Os atenienses restantes foram deixados para morrer lentamente por doenças e fome na pedreira. No final, alguns dos últimos sobreviventes conseguiram escapar e acabaram por chegar a Atenas, trazendo notícias em primeira mão do desastre. O destino específico de Nícias e Demóstenes não está claramente registado mas de acordo com o relato de Tucídides ambos foram executados após a sua rendição Demóstenes devido ao seu papel anterior na guerra em Pilos e Nícias devido a preocupações com a possibilidade de fuga através de suborno e possibilidade de causar danos posteriores.

## Causas do fracasso
Alguns historiadores disseram que a expedição siciliana foi fatalmente um fracasso desde o início, que a tentativa ateniense de conquistar a Sicília foi um exemplo de arrogância louca. Outros, no entanto, argumentam que não havia nada de intrinsecamente errado com o plano estrategicamente e que ele teria tido sucesso se a liderança ateniense não tivesse tomado uma sucessão de más decisões táticas. J. B. Bury julgou que, de longe, a maior razão para o fracasso catastrófico da expedição foi a incompetência de Nícias, agravada pela retirada de Alcibíades.